# ناحية صلنفة
ناحية صلنفة إحدى نواحي سوريا تتبع إداريّاً لمحافظة اللاذقية منطقة الحفة ومركزها بلدة صلنفة، بلغ تعداد سكان الناحية 19,518 نسمة حسب التعداد السكاني لعام 2004.